# Tsna (vattendrag i Vitryssland, Brests voblast)
Tsna (vitryska: Цна) är ett vattendrag i Belarus.   Det ligger i voblasten Brests voblast, i den centrala delen av landet, 200 km söder om huvudstaden Minsk.
Omgivningarna runt Tsna är en mosaik av jordbruksmark och naturlig växtlighet. Runt Tsna är det ganska glesbefolkat, med 28 invånare per kvadratkilometer.